# Len Phillips
Leonard Horace Phillips, più conosciuto con il diminutivo Len Phillips (Shoreditch, 11 settembre 1922 – Portsmouth, 9 dicembre 2011) è stato un calciatore inglese, di ruolo centrocampista.

## Carriera

### Club
Nel 1946, alla regolare ripresa dei campionati dopo la seconda guerra mondiale, viene tesserato dal Portsmouth, club della prima divisione inglese, con cui all'età di 24 anni esordisce tra i professionisti. Nel biennio 1948-1950 è tra i protagonisti del periodo migliore nella storia del club, che vince 2 campionati consecutivi (i primi nella storia del club) ed un FA Charity Shield, ed anche negli anni seguenti rimane in squadra, continuando a giocare in prima divisione fino al termine della stagione 1955-1956 per un totale di 245 presenze e 48 reti in questa categoria.
Nell'estate del 1956, all'età di 34 anni, lascia il Portsmouth e va a giocare ai semiprofessionisti del Poole Town, militanti nella Western Football League: si tratta del primo di quattro diversi club semiprofessionistici in cui gioca nell'arco dei successivi dieci anni (si ritira infatti solamente al termine della stagione 1965-1966, all'età di 44 anni); gli altri tre club (Chelmsford City, Bath City e Ramsgate) militavano invece tutti in Southern Football League (all'epoca una delle principali leghe calcistiche inglesi al di fuori della Football League).

### Nazionale
Esordisce in nazionale il 14 novembre 1951 in una partita contro l'Irlanda; gioca poi ulteriori 2 partite, l'ultima delle quali il 1º dicembre 1954, contro la Germania Ovest.

## Palmarès

### Club

#### Competizioni nazionali
- Campionato inglese: 2

Portsmouth: 1948-1949, 1949-1950
- FA Charity Shield: 1

Portsmouth: 1949
- Western Football League: 1

Poole Town: 1956-1957
- Southern Football League Cup: 1

Chelmsford City: 1959-1960